# Carrers ensangonats
Carrers ensangonats (títol original en anglès, Streets of Blood) és una pel·lícula d'acció del 2009 dirigida per Charles Winkler i protagonitzada per Val Kilmer, 50 Cent, Michael Biehn i Sharon Stone. Té un guió d'Eugene Hess, basat en una història de Hess i Dennis Fanning. La pel·lícula va ser produïda per Nu Image/Millennium Films. S'ha doblat i subtitulat al català.

## Repartiment
- Curtis "50 Cent" Jackson com a Stan Johnson
- Val Kilmer com a Andy Devereaux
- Sharon Stone com a Nina Ferraro
- Michael Biehn com l'agent Michael Brown/narcotraficant
- Jose Pablo Cantillo com a Pepe
- Brian Presley com a Barney
- Barry Shabaka Henley com el capità John Friendly

## Producció
El rodatge va tenir lloc a Shreveport (Louisiana), incloent-hi alguns rodatges al Louisiana Wave Studio.
Des de l'abril de 2010, la pel·lícula està disponible en DVD a Blockbuster Video, Redbox i Netflix.